# Apanteles terrestris
Apanteles terrestris är en stekelart som först beskrevs av Robert A.Wharton 1983.  Apanteles terrestris ingår i släktet Apanteles och familjen bracksteklar. Inga underarter finns listade i Catalogue of Life.